# Charles Lafontaine

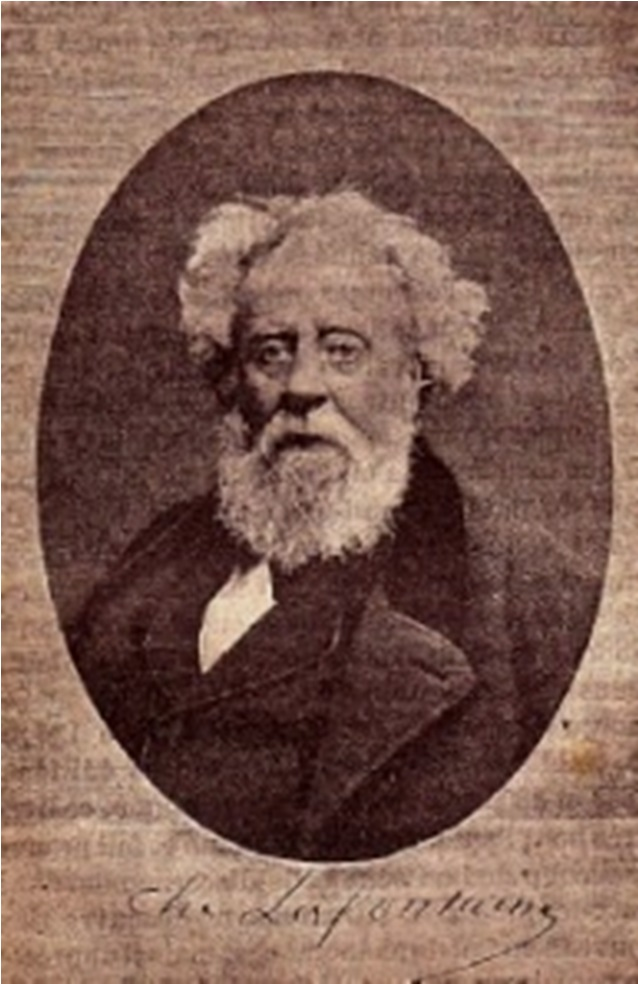
Charles Leonard Lafontaine

Charles Lafontaine (Vendôme, 1803 – Genève, 1892) was een Frans-Zwitsers magnetiseur en hypnotiseur.
Hij leefde in Genève en publiceerde een krant met de naam Le magnétiseur. Hoewel hij weinig succes oogstte als acteur, werd hij welstellend als rondreizend hypnotiseur of magnétiseur zoals de discipline onder invloed van Franz Anton Mesmer werd genoemd. Zijn demonstratie in Manchester op 13 november 1841 zou onder meer de latere uitvinder van de term hypnose dr. James Braid voor de discipline winnen.
Lafontaine schreef een autobiografie die George du Maurier zou hebben geïnspireerd bij het schrijven van Trilby.